# Wacław Narkiewicz
Wacław Narkiewicz (ur. 1931 w Ciukiszkach, w powiecie wileńsko-trockim, zm. 17 lipca 2021) – polski fotograf. Członek założyciel i członek Zarządu Jeleniogórskiego Towarzystwa Fotograficznego. Członek Honorowy JTF.

## Życiorys
Wacław Narkiewicz związany był z dolnośląskim środowiskiem fotograficznym, od 1947 mieszkał i tworzył w Jeleniej Górze – fotografował od 1953 roku. Miejsce szczególne w jego twórczości zajmowała fotografia krajobrazowa (w dużej części górska) oraz fotografia kwiatów. W 1961 roku był współzałożycielem Jeleniogórskiego Towarzystwa Fotograficznego, w którym sprawował różne funkcje w Zarządzie JTF. Od 1989 roku był członkiem honorowym JTF. 
Wacław Narkiewicz był autorem i współautorem wielu wystaw fotograficznych; indywidualnych, zbiorowych. Uczestniczył w wielu wystawach pokonkursowych; w Polsce i za granicą – otrzymując wiele akceptacji, nagród i wyróżnień. Od początku lat 60. XX wieku wielokrotnie uczestniczył w wystawach zbiorowych – krajowych i międzynarodowych (m.in. NRD), organizowanych przez ówczesne Stowarzyszenie Miłośników Fotografiki Amatorskiej – obecne Jeleniogórskie Towarzystwo Fotograficzne. W latach 60. XX wieku jako fotograf współpracował z prasą lokalną – m.in. z Gazetą Robotniczą oraz Nowinami Jeleniogórskimi. 
Był laureatem wielu nagród – m.in. w 1978 został uhonorowany Nagrodą Wydziału Kultury Urzędu Wojewódzkiego w Jeleniej Górze, w 1989 roku uhonorowany Nagrodą Ministerstwa Kultury i Sztuki, w 1996 odebrał List Gratulacyjny Prezydent Miasta Jelenia Góra. Fotografie Wacława Narkiewicza znajdują się w zbiorach Muzeum Okręgowego – obecnie Muzeum Karkonoskiego w Jeleniej Górze.

## Odznaczenia
- Brązowa Odznaka Honorowa Federacji Amatorskich Stowarzyszeń Fotograficznych w Polsce (1986)
- Medal 40-lecia Polski Ludowej
- Odznaka „Zasłużony Działacz Kultury” (1988)[16]

Źródło